# Erdélyi Sándor (lelkész)
Erdélyi Sándor (Debrecen, 1820. április 6. – Kisújszállás, 1868. szeptember 19.) református lelkész.

## Élete
Tanulmányait a debreceni református kollégiumban végezte, és két évig mint köztanító működött; azután egy évet Szepes megyében töltött, miután visszatért Debrecenbe, ahol 1847-ben senior volt. 1848. június 1-jén kisújszállási lelkész lett, mely hivatalában bekövetkezett haláláig működött.

## Munkái
Keresztény tanítások. 1. füzet Debreczen, 1862.